# Augustenborg Station
Augustenborg Station er en tidligere station i Augustenborg. Den åbnede i 1898 i forbindelse med indvielse af Amtsbanerne på Als. Da disse blev nedlagt i 1933 lukkede også stationen. Stationsbygningen fortsatte i nogle år som rutebilstation inden den blev nedrevet. I dag er der en tankstation på stedet.
|  | Denne artikel om stationen Augustenborg Station kan blive bedre, hvis der indsættes et (bedre) billede. Du kan hjælpe ved at afsøge Wikimedia Commons for et passende billede eller uploade et godt billede til Wikimedia Commons iht. de tilladte licenser og indsætte det i artiklen. |

| Jernbane | Spire Denne jernbaneartikel er en spire som bør udbygges. Du er velkommen til at hjælpe Wikipedia ved at udvide den. |

54°56′42.23″N 9°52′24.41″Ø / 54.9450639°N 9.8734472°Ø